# George A. Starkweather

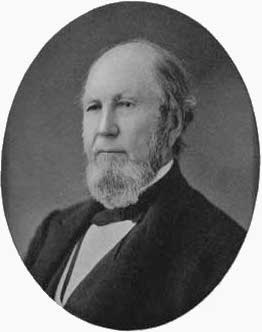

George Anson Starkweather (* 19. Mai 1794 in Preston, Connecticut; † 15. Oktober 1879 in Cooperstown, New York) war ein US-amerikanischer Jurist und Politiker. Zwischen 1847 und 1849 vertrat er den Bundesstaat New York im US-Repräsentantenhaus.

## Werdegang
George Anson Starkweather besuchte Gemeinschaftsschulen und graduierte 1819 am Union College in Schenectady. Er studierte Jura. Nach dem Erhalt seiner Zulassung als Anwalt begann er in Cooperstown zu praktizieren. Politisch gehörte er der Demokratischen Partei an. Bei den Kongresswahlen des Jahres 1846 für den 30. Kongress wurde Starkweather im 21. Wahlbezirk von New York in das US-Repräsentantenhaus in Washington, D.C. gewählt, wo er am 4. März 1847 die Nachfolge von Charles Goodyear antrat. Er schied nach dem 3. März 1847 aus dem Kongress aus. Zwischen 1853 und 1868 war er in Milwaukee (Wisconsin) als Anwalt tätig. Er starb am 15. Oktober 1879 in Cooperstown und wurde auf dem Lakewood Cemetery beigesetzt.